# Xã Ross, Quận Mountrail, Bắc Dakota
Xã Ross (tiếng Anh: Ross Township) là một xã thuộc quận Mountrail, tiểu bang Bắc Dakota, Hoa Kỳ. Năm 2010, dân số của xã này là 44 người.